# Ensläktet

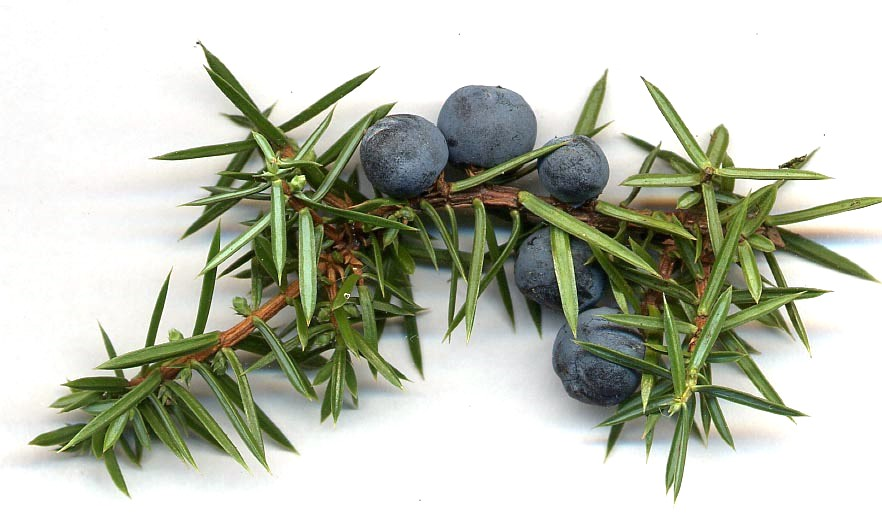
Kottar och barr från en (J. communis)

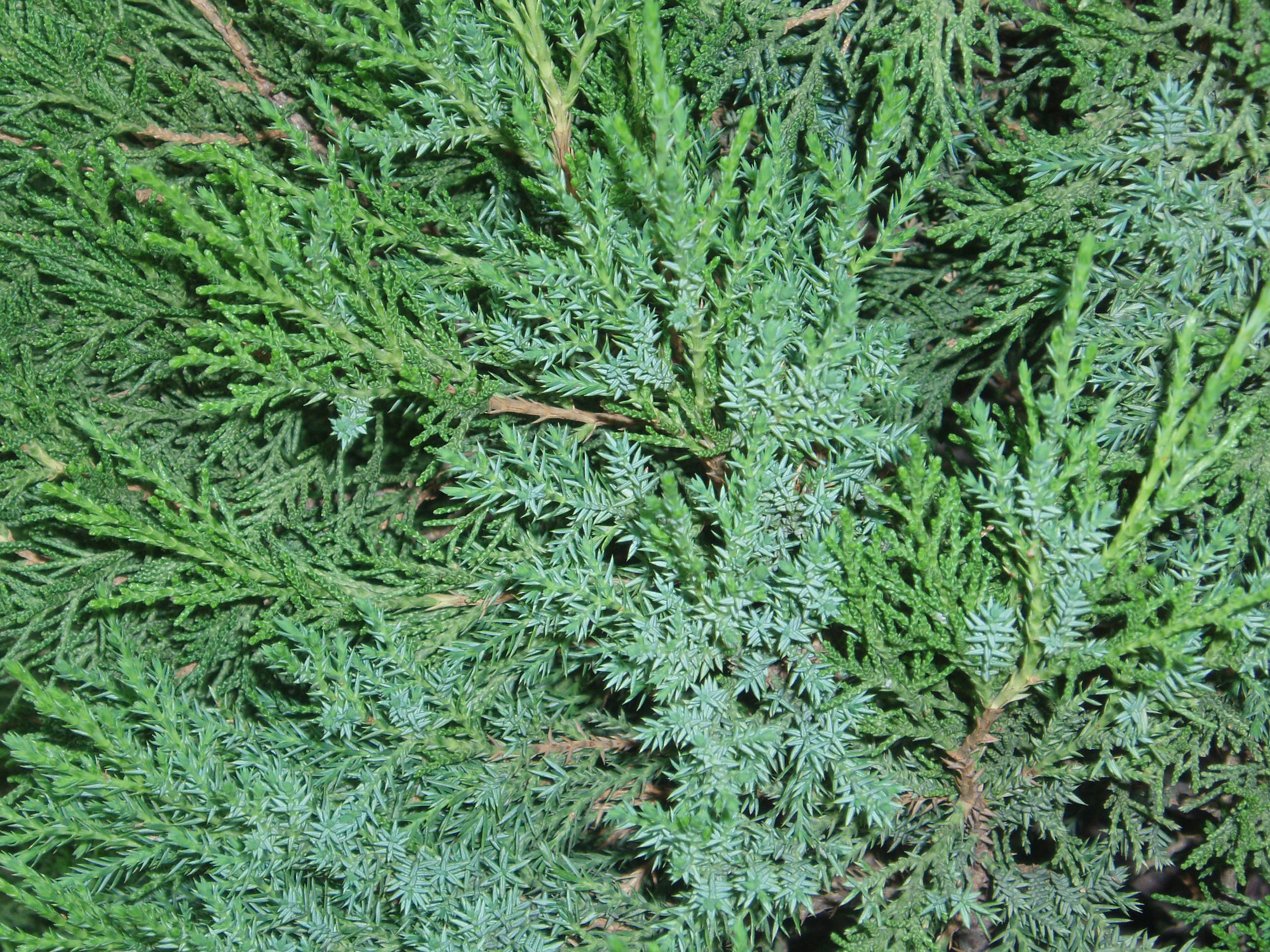
Blad från kinesisk en. I centrum kan ses barrliknande blad, medan bladen runt omkring är de fjälliknande blad som är vanligast på äldre plantor.

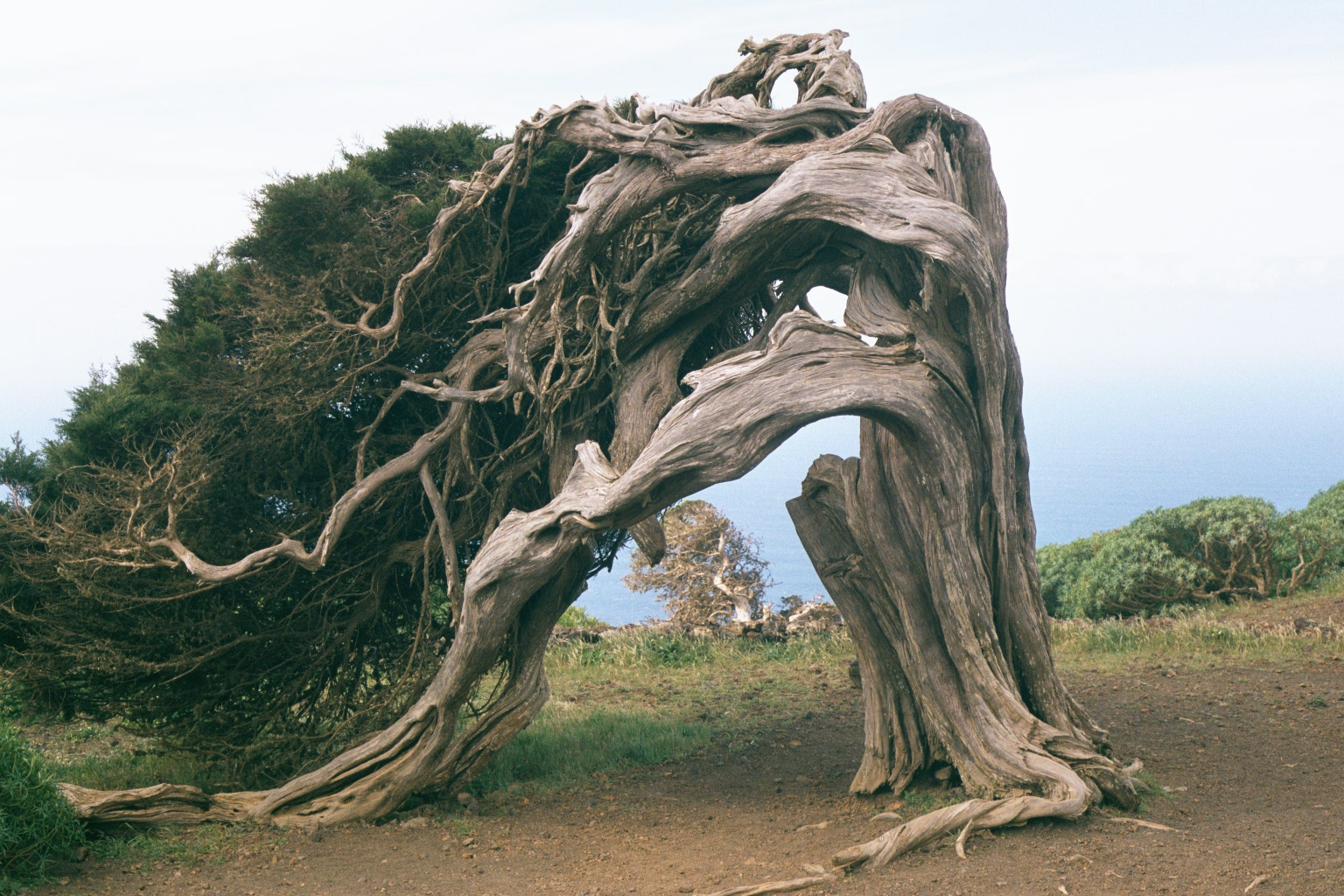
Juniperus phoenicea på El Hierro på Kanarieöarna

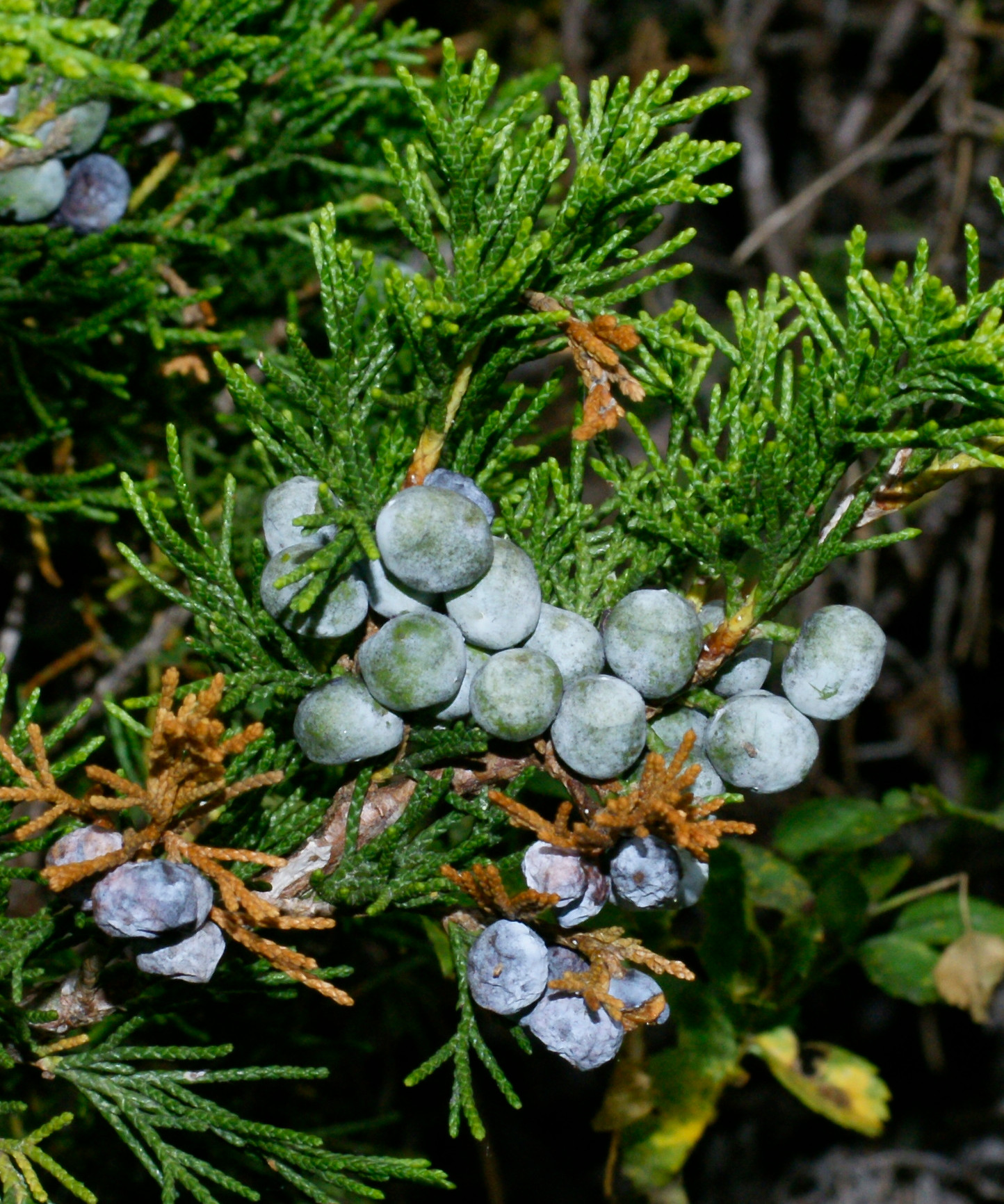
Sävenbom (Juniperus sabina)

Ensläktet (Juniperus) är ett växtsläkte av träd och buskar inom familjen cypressväxter. Släktets systematik är omdiskuterad och mellan 50 och 67 arter förs hit. Enar förekommer över hela norra halvklotet; från Arktis till tropiska Afrika i den palearktiska regionen och till Centralamerikas bergskedjor i den nearktiska regionen.

## Utseende
Enar kan variera i storlek från 20-40  meter höga träd till låga vida buskar med låga hängande grenar. De är städsegröna med antingen barr eller fjälliknande blad. Bland arterna finns både enbyggare och tvåbyggare. Honkottarna är mycket karakteristiska med fruktliknande fjäll som smälter samman och bildar en bärliknande struktur som är 4–27 millimeter lång och som innehåller 1-12 hårda frön. Hos några arter är dessa "bär" rödbruna eller orange, men vanligen är de blå. Dessa "bär" (arillus) är ofta aromatiska och används som krydda. Hur lång tid det tar för fröna att mogna varierar mellan arterna, från 6 till 18 månader efter pollinering. Hankottarna påminner om de hos övriga cypressväxter; de har 6-20 fjäll och lämnar vanligen ifrån sig sitt pollen under tidig vår. Det finns dock arter som pollinerar under hösten.
Många enar, däribland kinesisk en J. chinesis och blyerts-en (J. virginiana), har två distinkta typer av blad: unga plantor och en del skott på äldre träd är 5–25 millimeter långa barr, medan bladen på vuxna plantor vanligen är små (2–4 millimeter långa) fjälliknande och överlappande blad. När barr uppträder på äldre träd så är det vanligen på grenar i skugga.
Några arter, däribland en (J. communis) och  himalaja-en (J. squamata) har enbart barr. Dessa barr kan då som hos enen sitta ihop vid basen i små knippen, eller växa ut en och en direkt från grenen.
Enarnas barr är mycket hårda och vassa, vilket kan tjäna till att skilja dem från liknande barr hos cypresser och andra nära besläktade växtsläkten, där barren vanligen är mjuka.
Enar är enda födoväxt för ett antal fjärilslarver, däribland Bucculatrix inusitata och EnfältmätareThera juniperata. Det finns också andra fjärilslarver som kan använda sig av enar, men inte är begränsade till dessa, däribland återfinns  Granbarksstävmal Chionodes electellus, Trebandad stävmal Chionodes viduellus, Streckad enmalmätare Eupithecia pusillata och Tallfly Panolis flammea.

### Systematik
Vilka arter som skall föras till släktet enar är omdiskuterat. Två nyligen utförda studier ger olika resultat, Farjon (2001) omfattar 52 arter medan Adams (2004) omfattar 67 arter. Enarna indelas i ett flertal avdelningar men vilka arter som hör till vilken avdelning är ännu oklart. Enarnas status som en monofyletisk grupp är dock ej ifrågasatt.
- Juniperus sect. Juniperus: Barrenar. Blad hos vuxna individer är barr och är förenade vid basen i grupper om tre.
  - Juniperus sect. Juniperus subsect. Juniperus
    - Juniperus communis - en
      - Juniperus communis ssp. alpina

    - Juniperus conferta
    - Juniperus rigida

  - Juniperus sect. Juniperus subsect. Oxycedrus
    - Juniperus brevifolia
    - Juniperus cedrus
    - Juniperus deltoides
    - Juniperus formosana
    - Juniperus luchuensis
    - Juniperus navicularis
    - Juniperus oxycedrus
    - Juniperus macrocarpa (J. oxycedrus ssp. macrocarpa)

  - Juniperus sect. Juniperus subsect. Caryocedrus
    - Juniperus drupacea

- Juniperus sect. Sabina: Fjällenar. Bladen hos vuxna individer är vanligen fjälliknande, som bladen hos cypresser och sitter i motsatta par eller i knippen om tre. Barren hos unga individer sitter ej ihop vid basen. Tills vidare förs även alla andra enar hit, även om detta gör att gruppen blir parafyletisk.
  - Arter i palearktiska regionen
    - Juniperus chinensis - kinesisk en
      - Juniperus chinensis var. sargentii

    - Juniperus convallium
    - Juniperus excelsa
      - Juniperus excelsa ssp. polycarpos

    - Juniperus foetidissima
    - Juniperus indica
    - Juniperus komarovii
    - Juniperus phoenicea - fenicisk en
    - Juniperus procera - östafrikansk en
    - Juniperus procumbens
    - Juniperus pseudosabina
    - Juniperus recurva
      - Juniperus recurva var. coxii

    - Juniperus sabina - sävenbom
      - Juniperus sabina var. davurica

    - Juniperus saltuaria
    - Juniperus semiglobosa
    - Juniperus squamata - himalaya-en
    - Juniperus thurifera
    - Juniperus tibetica
    - Juniperus wallichiana

  - Arter i nearktiska regionen
    - Juniperus angosturana
    - Juniperus ashei
    - Juniperus barbadensis
    - Juniperus bermudiana
    - Juniperus blancoi
    - Juniperus californica
    - Juniperus coahuilensis
    - Juniperus comitana
    - Juniperus deppeana
    - Juniperus durangensis
    - Juniperus flaccida
    - Juniperus gamboana
    - Juniperus horizontalis
    - Juniperus jaliscana
    - Juniperus monosperma
    - Juniperus monticola
    - Juniperus occidentalis
      - Juniperus occidentalis ssp. australis

    - Juniperus osteosperma
    - Juniperus pinchotii
    - Juniperus saltillensis
    - Juniperus scopulorum
    - Juniperus standleyi
    - Juniperus virginiana - blyerts-en
      - Juniperus virginiana ssp. silicicola

## Användning
Många av de tidigaste förhistoriska folken bodde i eller i närheten av enskogar som tillhandahöll mat, ved och trä för skydd och verktyg.
Många arter, som kinesisk en från Östasien används i stor utsträckning inom trädgårdsarkitektur och hortikultur. Den är också ett populärt bonsaiträd och en symbol för långt liv.
Enbär används vid produktion av gin och genever och vid bryggning av sahtiöl. I köket får de numera ofta krydda vilträtter. Enbär användes även för att krydda öl innan humlet kom i generellt bruk.
Bären och barren är lätt giftiga och kan irritera hud med mera.
Vissa enar är mottagliga för rostsjukdomen Gymnosporangium och kan därmed vara ett problem för odling av äpplen, då äppleträdet är den andra växelvis utnyttjade värden för denna sjukdom.

## Dottertaxa till ensläktet, i alfabetisk ordning[2][3]
- Juniperus × pfitzeriana
- Juniperus angosturana
- Juniperus arizonica
- Juniperus ashei
- Juniperus barbadensis
- Juniperus bermudiana
- Juniperus blancoi
- Juniperus brevifolia
- Juniperus californica
- Juniperus cedrus
- Juniperus chinensis
- Juniperus coahuilensis
- Juniperus comitana
- Juniperus communis
- Juniperus convallium
- Juniperus deppeana
- Juniperus drupacea
- Juniperus durangensis
- Juniperus excelsa
- Juniperus flaccida
- Juniperus foetidissima
- Juniperus formosana
- Juniperus gamboana
- Juniperus gracilior
- Juniperus horizontalis
- Juniperus indica
- Juniperus jaliscana
- Juniperus komarovii
- Juniperus monosperma
- Juniperus monticola
- Juniperus occidentalis
- Juniperus osteosperma
- Juniperus oxycedrus
- Juniperus phoenicea
- Juniperus pinchotii
- Juniperus pingii
- Juniperus procera
- Juniperus procumbens
- Juniperus przewalskii
- Juniperus pseudosabina
- Juniperus recurva
- Juniperus rigida
- Juniperus sabina
- Juniperus saltillensis
- Juniperus saltuaria
- Juniperus saxicola
- Juniperus scopulorum
- Juniperus semiglobosa
- Juniperus squamata
- Juniperus standleyi
- Juniperus taxifolia
- Juniperus thurifera
- Juniperus tibetica
- Juniperus virginiana